# Представництво Фонду ООН у галузі народонаселення в Україні
Представництво Фонду ООН у галузі народонаселення (англ. UNFPA, the United Nations Population Fund) — є представництвом провідної агенції ООН в Україні, яка зосереджує свою роботу у сфері гендерної рівності, репродуктивного здоров'я та розбудови потенціалу молоді. Спільно з партнерами UNFPA працює у 150 країнах та територіях світу. Представництво в Україні працює з 1997 року.

## Напрями діяльності
Фонд ООН у галузі народонаселення в Україні працює у таких напрямах:
- створення умов, в яких кожна молода людина може наповну реалізувати свій потенціал, веде здоровий спосіб життя, знає свої репродуктивні права і бере активну участь у житті громади;
- проведення кампаній з питань сексуального та репродуктивного здоров'я задля кращого доступу до обслуговування та лікування, підвищення їхньої якості, особливо для молоді;
- розвінчання стереотипів про гендерні ролі в суспільстві (за допомогою засобів масової інформації, обов'язкового навчання для державних службовців з питань гендерних підходів до державного управління, вдосконалення національної політики щодо гендерних питань та антидискримінаційна експертиза шкільних підручників);
- надання інформації та послуг постраждалим від гендерно зумовленого насильства шляхом створення кризових центрів, підтримки роботи мобільних бригад соціально-психологічної допомоги, надання експертної підтримки та підвищення загальної обізнаності у суспільстві.

### Програма боротьби із гендерно зумовленим насильством в Україні
Програма «Комплексний підхід до вирішення проблеми насильства щодо жінок та дівчат в Україні» була розпочата UNFPA у 2017 році і сприяє процесам зміцнення національних механізмів запобігання і реагування на ґендерно зумовлене насильство, розширенню та вдосконаленню механізмів, що були створені в рамках діяльності UNFPA щодо запобігання та реагування на випадки насильства протягом 2015—2017 рр.
Цілі програми:
- подальший розвиток соціального та інституційного середовища, що сприятиме «нульовій толерантності» та викоріненню насильства щодо жінок в Україні;
- забезпечення того, що більшість осіб, які постраждали від насильства, звертаються та мають доступ до якісних послуг, що відповідають їхнім потребам;
- сприяння зміцненню національної відповідальності (з боку Уряду) за існуючі механізми та реагування на гендерно зумовлене насильство для забезпечення їх сталості.

#### Географія
Реалізується в 11 областях України: Донецькій, Луганській, Харківській, Дніпропетровській, Запорізькій, Львівській, Вінницькій, Херсонській, Одеській, Київській, Миколаївській.
Ключовий партнер: Міністерство соціальної політики.

#### Доступна допомога постраждалим
Мобільні бригади соціально-психологічної допомоги — це спеціально утворене об′єднання спеціалістів (практичного психолог, соціального працівника), що надають екстрену та планову соціально-психологічну допомогу постраждалим, у тому числі особам до 18 років, від ґендерно зумовленого, шляхом реагування та перенаправлення, а також виїзду на такі випадки у спеціально організованому транспорті або у спеціально відведеному/адаптованому приміщенні на базі центрів соціальних служб для сім′ї, дітей та молоді або інших надавачів соціальних послуг у населених пунктах регіонів реалізації проєкту.
Діяльність мобільних бригад соціально-психологічної допомоги розгортається у 12 регіонах України (станом на вересень 2018). Статистика свідчить, що понад 60 % постраждалих вперше звернулися за допомогою щодо проблеми саме до фахівців таких мобільних бригад. Контакти мобільних бригад: http://rozirvykolo.org/contacts.html
Також є центри надання допомоги постраждалим від насильства:
М. Харків, смт. Краснопавлівка (Харківська обл.), м. Маріуполь, м. Слов'янськ (Донецька обл.), м. Кривий Ріг (Дніпропетровська обл.), м. Вінниця, м. Бердянськ (Запорізька обл.).
Підтримка роботи цілодобової Національної «гарячої лінії» з попередження домашнього насильства, торгівлі людьми та ґендерної дискримінації:
- безкоштовна, анонімна,
- психологічні, інформаційні та юридичні консультації.

Десять пунктів невідкладної медичної допомоги:
- невідкладна допомога жертвам зґвалтувань;
- послуги з планування сім'ї, профілактики та лікування ІПСШ;
- надання базових лікарських засобів уздовж лінії зіткнення.

Навчання фахівців:
- операторів та диспетчерів служби «102»;
- медичних працівників;
- надавачів соціально-психологічних послуг;

Навчання та створення мобільних груп «ПОЛІНА» у Дніпрі, Одесі, Маріуполі.
Експертна підтримка:
- Створено Національну координаційну раду з питань запобігання насильству в сім'ї, гендерної рівності та протидії торгівлі людьми.
- Прийняття Верховною Радою України законопроєктів: «Про запобігання та протидію домашньому насильству», «Про внесення змін до деяких законів України у зв'язку з ратифікацією Конвенції Ради Європи про запобігання насильству стосовно жінок і домашньому насильству та боротьбу з цими явищами».
- Розробка низки підзаконних актів (Постанов КМУ, наказів центральних органів виконавчої влади, тощо) необхідних для реалізації ЗУ «Про запобігання та протидію домашньому насильству», зокрема щодо міжвідомчої взаємодії відповідних суб'єктів, забезпечення діяльності спеціалізованих служб підтримки постраждалих осіб та поліцейського реагування.

#### Інформаційна кампанія «Розірви коло»
Національна інформаційна кампанія розпочалася у 2015 році. Мета кампанії: утвердити нульову толерантність до гендерно зумовленого насильства у суспільстві. У рамках кампанії створено ролик «Розірви коло», а також розпочато відео кампанію, націлену на молодь, «Не дрібниці у стосунках». Креативну та digital-підтримку проєктів «Розірви коло» і «Не дрібниці у стосунках» з 2021 року реалізує агенція Sasquatch Digital.

Логотип кампанії «Розірви коло»

### Проєкт «Щастя у 4 руки»
Соціальна ініціатива Фонду ООН у галузі народонаселення та Міністерства соціальної політики України, направлена на популяризацію рівності у стосунках,  рівномірного розподілу домашніх обов'язків та відповідального татівства. Проводиться в Україні з 2015 року.
В рамках проєкту було проведено декілька інформаційних кампаній з метою зміни усталених соціальних норм, зокрема,  подолання гендерних стереотипів, адже через хибне уявлення щодо традиційних ролей в родині, чоловіки значно менше беруть участь у виконанні домашніх обов'язків, які вважаються традиційно жіночими.
Цілі кампанії:
- Сприяти рівномірному розподілу домашніх обов'язків:

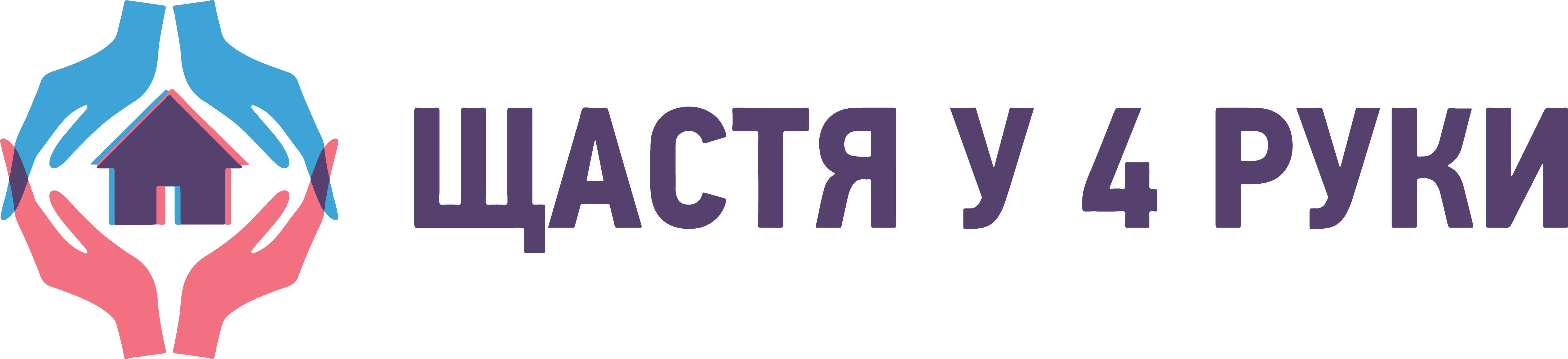
Логотип проєкту «Щастя у 4 руки»

- Логотип проєкту «Щастя у 4 руки»Популяризувати відпустку по догляду за дитиною серед чоловіків

### Пакт заради молоді-2020
17 листопада 2015 бізнес-лідери підписали Європейський Пакт заради молоді за підтримки Європейського парламенту, Європейської комісії, Європейської ради та Короля Бельгії. Європейський Пакт заради молоді — документ, що має на меті побороти проблему безробіття європейської молоді, виконуючи поставлені цілі: 100 000 нових місць стажування та роботи для молоді; 10 000 партнерств бізнесу та освітніх закладів та Національні плани дій у кожній країні ЄС.
Український Пакт заради молоді-2020 — це продовження загальноєвропейської ініціативи щодо вирішення проблем працевлаштування молоді. Підписуючи документ, топ-менеджери компаній зобов'язалися сприяти створенню мінімум 700 партнерств між бізнесом та освітнім сектором і забезпечити 50 000 місць для стажування та першої роботи молоді до 2020 року.
Фонд ООН у галузі народонаселення підтримує Український Пакт заради молоді з 2015 року. Ініціатива реалізується за підтримки Міністерства молоді і спорту України.
Якість та доцільність навчання та навчання мають величезний вплив на можливості працевлаштування молоді. Громадсько-приватні партнерства, що включають як освіту, так і бізнес сектори мають вирішальне значення для забезпечення того, щоб молодь отримувала освіту та підготовку, яка вимагається на ринку праці.
Знання та навички, набуті молоддю через освіту, повинні бути релевантними до економіки країни, і дати їм можливість ставати новаторами.

### Почесний Посол UNFPA в Україні
У 2018 році відома телеведуча й благодійниця Марія Єфросініна стала Почесним Послом Фонду ООН у галузі народонаселення в Україні.
Подібний статус вперше надано українці для Представництва UNFPA, яке входить до регіону Східної Європи та Центральної Азії. Це означає, що саме Україна першою за багато років для всього регіону має Почесного Посла. Марія Єфросініна наступні два роки буде офіційно представляти інтереси молоді, а також виступати проти домашнього насильства та за гендерну рівність в Україні.
Статус Почесного Посла передбачає підтримку активностей Фонду ООН у галузі народонаселення, направлених на боротьбу із насильством, підтримку рівності, а також інтересів та можливостей молоді.

### Дослідження
- Всеукраїнське дослідження «Сучасне розуміння маскулінності: ставлення чоловіків до гендерних стереотипів і насильства щодо жінок» [Архівовано 28 лютого 2021 у Wayback Machine.], 2018
- Всеукраїнське дослідження «Економічна вартість насильства щодо жінок в Україні [Архівовано 22 січня 2022 у Wayback Machine.]», 2017
- Аналітичне дослідження «Молодь України» [Архівовано 25 вересня 2018 у Wayback Machine.], 2015
- Дослідження поширеності насильства щодо дівчат та жінок [Архівовано 14 грудня 2019 у Wayback Machine.], 2014.
- Аналітичне дослідження участі жінок у складі робочої сили України [Архівовано 2 березня 2019 у Wayback Machine.], 2012.